# Jyväskylä
Jyväskylä je sedmi po veličini grad u Finskoj. Smješten je u središnjem dijelu Finske i ima 129 333 stanovnika prema popisu iz 2010. godine. Jyväskylä se nalazi 270 km sjeverno od Helsinkija na sjevernoj obali jezera Päijänne.
Grad je osnovan 1837. godine.

## Stanovništvo
Razvoj broja stanovništva:
- 1987. – 65 719
- 1990. – 70 081
- 1997. – 76.194
- 2000. – 78.996
- 2002. – 81.110
- 2003. – 82.409
- 2004. – 83 582
- 2007. – 85 385
- 2009. – 128 016

## Vanjske poveznice
- Webstranica Grada  Arhivirana inačica izvorne stranice od 21. siječnja 2022. (Wayback Machine)